# Bainghen
Bainghen (Nederlands: Baiengem) is een gemeente in het Franse departement Pas-de-Calais (regio Hauts-de-France) en telt 142 inwoners (2004). De plaats maakt deel uit van het arrondissement Calais.

## Naam
De plaatsnaam heeft een Oudnederlandse herkomst. De oudste vermelding is uit het jaar 1121 als Bainghem. Het betreft een samenstelling, waarbij het eerste element een afleiding is van een persoonsnaam + het afstammingsuffix -ing +  -heem (woonplaats, woongebied, dorp, buurtschap). De betekenis van de plaatsnaam is dan: 'woning, woonplaats van de lieden van X'. De huidige Franstalige plaatsnaam is hiervan een fonetische nabootsing.
De spelling van de naam van het dorp heeft door de eeuwen heen gevarieerd. Chronologisch heette het achtereenvolgens: Baingehem (1121), Bainguehem (1184), Bahingehem (1184), Bainghem (1261), Bahinghem (v. 1380), Baninghen (1553), Bainghen-le-Compte (1725), Bayenghem-le-Comte (1739), Bainghen-le-Conte (XVIII eeuw). Hierna kreeg en behield het zijn huidige naam en spellingswijze.
De naam van de plaats luidt in het Frans-Vlaams: Baiengem. 

## Geografie
De oppervlakte van Bainghen bedraagt 6,8 km², de bevolkingsdichtheid is 20,9 inwoners per km².
De onderstaande kaart toont de ligging van Bainghen met de belangrijkste infrastructuur en aangrenzende gemeenten.

## Demografie
Onderstaande figuur toont het verloop van het inwonertal (bron: INSEE-tellingen).